# Magnolia domingensis
Espèce
Statut de conservation UICN

 CR A2ac : 
En danger critique
Magnolia domingensis est une espèce de plantes à fleurs de la famille des Magnoliacées. C'est un arbre présent en République dominicaine et peut être en Haïti.

## Description
C'est un arbre.

## Répartition et habitat
Cette espèce est originaire de la République dominicaine et de Haïti. Elle est probablement éteinte à Haïti.